# E2fsprogs
e2fsprogs ist eine Reihe von Software-Dienstprogrammen für das Erstellen, Modifizieren und die Wartung von ext2-, ext3- und ext4-Dateisystemen.

## Liste der Dienstprogramme
e2fsprogs besteht aus folgenden Komponenten:
- e2fsck: ein fsck-Programm, das Inkonsistenzen prüft und korrigiert
- resize2fs: ermöglicht Dateisysteme zu erweitern oder zu verkleinern
- mke2fs: erstellt ein ext2-, ext3- oder ext4-Dateisystem
- dumpe2fs: zeigt Informationen über den Superblock und eine Gruppe von Blöcken an
- tune2fs: zum Ändern der Parameter eines Dateisystems
- debugfs: wird benötigt, um die internen Strukturen eines Dateisystems manuell anzuzeigen oder zu ändern
- chattr: wird benötigt, um die Dateiattribute zu ändern
- lsattr: Speichern von zusätzlichen Attributen